# Daphnopsis sanctae-teresae
Daphnopsis sanctae-teresae är en tibastväxtart som beskrevs av Nevl.. Daphnopsis sanctae-teresae ingår i släktet Daphnopsis och familjen tibastväxter. Inga underarter finns listade i Catalogue of Life.